# استیو گودال
استیو گودال (انگلیسی: Steve Goodall؛ زادهٔ ۲۸ اکتبر ۱۹۵۶) دوچرخه‌سوار اهل استرالیا است. وی در بازی‌های المپیک تابستانی ۱۹۷۶ شرکت کرده است.